# 虹 (アイヴァゾフスキー)
『虹』（にじ、露: Радуга, 英: The Rainbow）は、ロシアの画家イヴァン・アイヴァゾフスキーが1873年に描いた絵画である。
キャンバスに油彩で描かれている。縦 105 センチメートル、横 136 センチメートルの大きさをもつ。モスクワのトレチャコフ美術館に所蔵されており、ホール19に展示されている。海景画に分類される。ロマン主義に属する。

## 概要
本作は、批評家らによる、「アイヴァゾフスキーの描画スタイルは現代的ではなく、彼の才能は尽きかけている」といった主旨の批判に対する答えであるとされる。発表後、本作は大きな評判になった。本作は、美術品収集家のパーヴェル・トレチャコフによって「ロシア絵画の真珠」と称され、彼によって買い上げられた。小説家のフョードル・ドストエフスキーは、本作に接して、実際に嵐の中にいるようなスリルを感じ、この絵を好んだとされ、「アイヴァゾフスキーは本作によって巨匠になった」との旨を述べている。
トレチャコフ美術館館長のゼリフィラ・トレグロワは、「虹の光によって、広い意味で救いの希望があることが表現されている」との旨を述べている。2016年にトレチャコフ美術館で開催された「イヴァン・アイヴァゾフスキー展」では、本作の他に、『第九の波』や『黒海』などが展示された。

## 作品
水しぶきの中を太陽の光が通過して、激しい嵐に見舞われた海の上に虹が出ているが、虹はほとんど視認できない。岩石の多い海岸の付近で、沈没しかけている船から船員が救命ボートに乗り移って逃げようとしている。救命ボートには、13人の船員が乗っている。船を漕いでいる者もいれば、恐怖のあまり縮こまっている者もいる。操舵手は、航行する方向を示している。帽子を振っている白髪交じりの男性は、虹のほうに視線を向けている。
船のマストは、大きく傾いている。カモメが1羽飛んでいる。高い波に妨げられて、水平線は確認することができない。水しぶきのために、海岸の岩肌はほとんど見えなくなっており、沈没する船の輪郭もぼやけている。本作には、青色の他に、紫色や緑色、ピンク色や白色、水色など様々な色が用いられており、色調は落ち着いている。虹の向こう側に見える海水は、ややピンク色がかっている。